# Reiki
Ten artykuł opisuje teorie, metody lub czynności niezgodne ze współczesną wiedzą medyczną.
Reiki (jap. 霊気 reiki) – pseudonaukowa metoda bioenergoterapii oparta na przeświadczeniu, że osoba lecząca może ukierunkować leczącą moc przez swoje ręce do organizmu pacjenta. Słowo reiki pochodzi od chińskiego lingqi (chiń. upr. 灵气; chiń. trad. 靈氣). Pojęcie to oznacza duchowy wpływ. 

Zapis w języku japońskim:^{(od góry)} „rei” (duch, dusza) i „ki” (energia, umysł, serce)

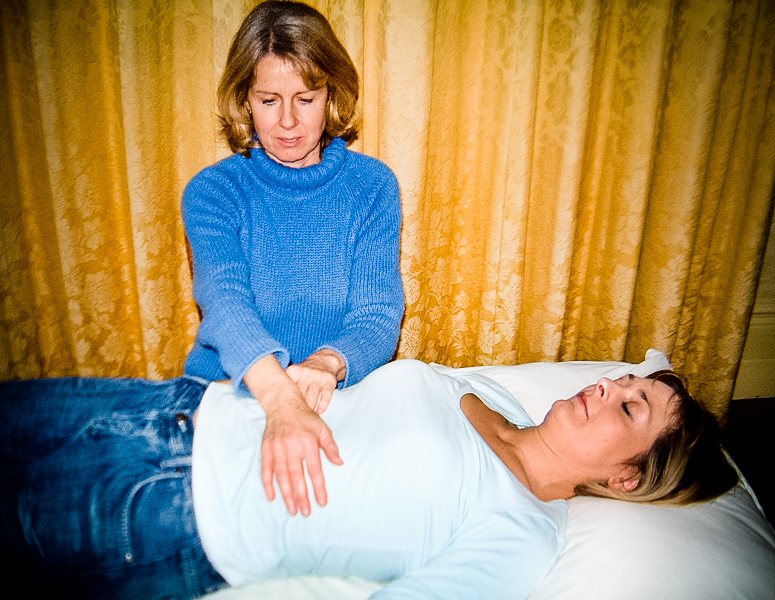
Zabieg reiki

Obecnie pojęcie reiki jest znane dzięki twórcy metody uzdrawiania, która nazywa się usui-reiki-ryōhō (jap. 臼井靈氣療法). Jest to system, metoda uzdrawiania za pomocą energii życiowej. Usui to nazwisko twórcy tej metody – Mikao Usui. Znak rei 霊 oznacza w języku japońskim ducha lub duszę, natomiast znak ki 気 jest pojęciem znacznie szerszym. Może oznaczać m.in.: ducha, duszę, serce jako uczucie, umysł, nastrój, energię. W słowie reiki jest odpowiednikiem chińskiego qi, czyli energii życiowej przenikającej wszechświat. 
Istnienie energii duchowej reiki – podobnie jak istnienie innych form energii życiowej (np. duszy ludzkiej) – nie zostało dotychczas potwierdzone przez obserwacje naukowe. Dlatego ta forma poprawy zdrowia należy do medycyny niekonwencjonalnej.

## Zasada działania
W systemie tym reiki postrzegana jest jako przenikająca wszystko i wszystkich energia. Przeciętny człowiek ma ograniczone możliwości posługiwania się nią, w większości przypadków nawet nie jest w stanie jej odczuć. Aby nabyć możliwość świadomego korzystania z energii reiki trzeba zostać inicjowanym przez mistrza reiki. Podczas seminariów towarzyszących inicjacji, mistrz przekazuje techniki uzdrawiania tą energią.
System reiki bazuje na podobnych założeniach jak inne gałęzie wschodniej medycyny (np. ajurweda czy medycyna chińska), czyli uznaje, że zdrowie oznacza harmonię zarówno w człowieku (jego ciele, umyśle i duchu), jak i w jego otoczeniu, zaś choroba powstaje w wyniku braku czy też zaburzenia owej harmonii. Jeśli chodzi o ciało (według wschodniej medycyny ożywiane przez nieustanne krążenie energii życiowej przez specjalne kanały – meridiany), zaburzenie może powstać np. przez zastanie się energii, zablokowanie meridianu, przez niezrównoważenie obiegu między poszczególnymi narządami lub między ciałem a otoczeniem.
Reiki ma usuwać te zaburzenia na dwa sposoby: przez pobudzanie organizmu do zdrowienia oraz przez niwelowanie blokad energetycznych w czakrach i meridianach. Osoba praktykująca reiki pobiera energię przez czakrę korony (Sahasrara), a oddaje pacjentowi przez czakry znajdujące się na wewnętrznej stronie dłoni, stosując nakładanie rąk na określone miejsca na ciele. Przekazujący, a zwykle również osoba poddawana temu tzw. „zabiegowi reiki”, może odczuwać energię reiki jako umiejscowione uczucie ciepła, zimna, nacisku lub mrowienia. Rodzaj odczuć zależy zarówno od rodzaju techniki użytej przez praktykującego reiki jak i od rodzaju problemu występującego u pacjenta. Stosuje się także w niektórych technikach/okolicznościach przekazywanie reiki w inny sposób – np. na odległość bądź za pomocą oddechu.
Reiki jest używana zarówno w stosunku do ludzi, jak również roślin i zwierząt. 

## Historia reiki
Mikao Usui (15 sierpnia 1865 – 9 marca 1926) urodził się w wiosce Taniai (obecnie Miyama-chō) w prefekturze Gifu w Japonii. Był praktykującym buddyzmem Tendai i interesował się duchowością, medycyną, psychologią oraz filozofią Wschodu i Zachodu.
Starsze źródła sprzed roku 2000 podają, że Mikao Usui był dziekanem szkoły chrześcijańskiej w Kioto. Szkołą tą miał być Uniwersytet Doshisha. Badania Williama Randa zanegowały jednak tę wersję legendy. Mikao Usui był świeckim mnichem ze szkoły buddyzmu Tendai, miał też możliwość studiowania buddyzmu szkoły Shingon, praktykującym również rdzenną religię shintō.
Według legendy Usui po samoinicjacji na górze Kurama zaczął uczyć i uzdrawiać żebraków i studentów. W kwietniu 1922 roku założył w Tokio organizację Usui Reiki Ryōhō Gakkai, której celem było propagowanie i nauczanie opracowanej przez niego metody. W tym samym roku otworzył klinikę w Tokio. Mikao po wypracowaniu własnych technik i zaleceń, co do stosowania ReiKi, zapisał je w podręczniku Usui ReiKi Hikkei. W następnych latach działalności Usui pomagał ofiarom kataklizmów nawiedzających Tokio i założył kolejna klinikę. Do swojej śmierci w 1926 Mikao Usui nauczył reiki ponad 2000 osób. 
Jednym z jego uczniów był Chujiro Hayashi – były oficer marynarki wojennej, który założył własną klinikę Reiki w Tokio i rozwinął system, wprowadzając strukturalne elementy nauczania, takie jak konkretne układy rąk oraz protokoły zabiegowe. Hayashi przekazał wiedzę Hawayo Takacie, Amerykance japońskiego pochodzenia, która trafiła do jego kliniki w 1935 roku. Po odbyciu szkolenia została inicjowana jako mistrzyni Reiki w 1938 roku.
Po powrocie na Hawaje Takata rozpoczęła nauczanie Reiki w Stanach Zjednoczonych. Do swojej śmierci w 1980 roku wykształciła 22 mistrzów, którzy rozprzestrzenili tę praktykę na całym świecie.
Z „historycznego”, klasycznego Usui Reiki z czasem wyewoluowały także inne systemy.

### Pięć zasad
Usui podziwiał prace literackie cesarza Meiji. W trakcie dopracowywania swojego systemu reiki, Usui streścił niektóre z prac cesarza do zestawu moralnych zasad, później znanego pod nazwą pięciu zasad reiki (五戒 gokai, znaczące „pięć przykazań”, z buddyjskich nauk przeciwko zabijaniu, kradzieży, niewłaściwej praktyki seksualnej, kłamaniu oraz nieumiarkowaniu). Wielu nauczycieli i praktykujących reiki przestrzega tych zasad, czy też przykazań.

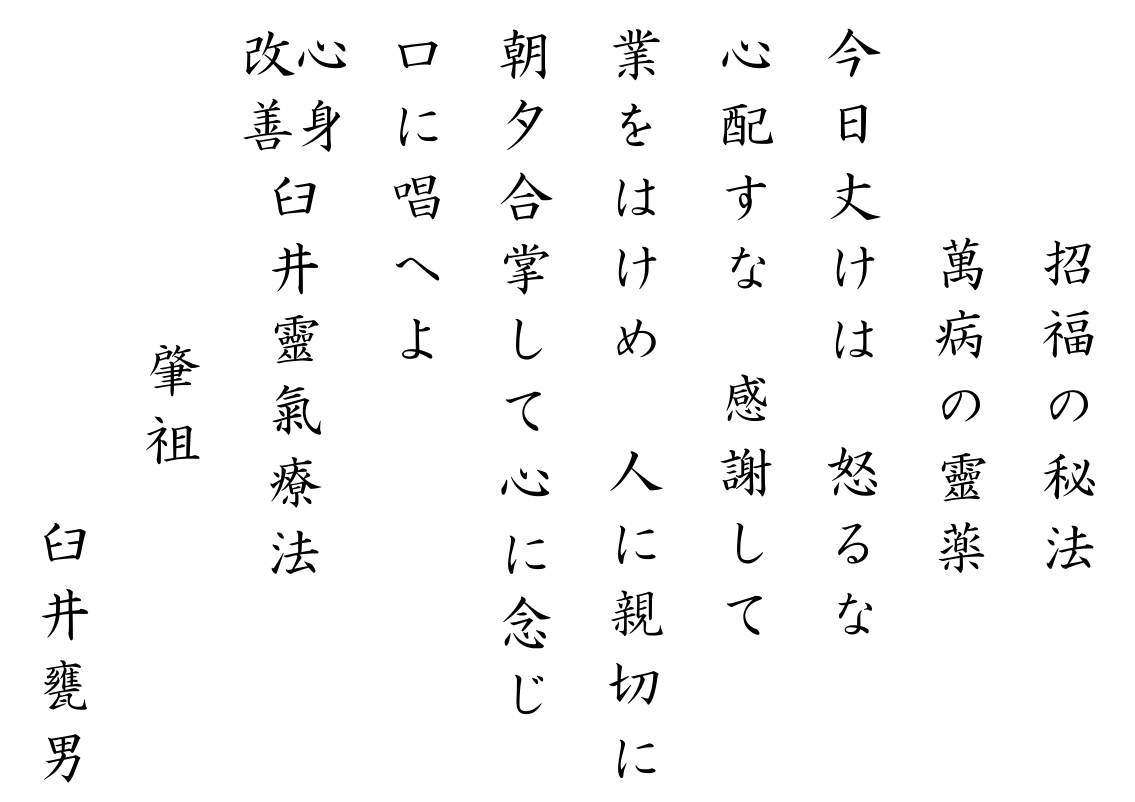
Tekst pięciu zasad Usui Mikao

|  | Kanji 招福の秘法, 萬病の霊薬. 今日丈けは: 怒るな, 心配すな, 感謝して, 業をはけめ, 人に親切に. 朝夕合掌して心に念じ, 口に唱へよ. 心身改善. 臼井霊氣療法. 肇祖, 臼井甕男. | Rōmaji Shōfuku no hihō, Manbyō no reiyaku. Kyō dake wa: Okoru na, Shinpai su na, Kansha shite, Gyō wo hakeme, Hito ni shinsetsu ni. Asayū gasshō shite kokoro ni nenji, Kuchi ni tonae yo. Shinshin kaizen. Usui Reiki Ryōhō. Chōso, Usui Mikao. | Polski Tajemnicza sztuka przynosząca dobre szczęście, Cudowne lekarstwo na wszystkie dolegliwości. Chociaż dzisiaj: Nie złość się, Nie martw się, Bądź wdzięczny, Pracuj wytrwale, Bądź miły dla innych. Od rana do wieczora, miej złączone ręce i módl się cicho w sercu, Jak i na głos. Dla doskonalenia ducha i ciała. Usui Reiki Ryōhō. Założyciel, Usui Mikao. |

## Nauczanie reiki
Nauczanie reiki odbywa się w trzech etapach:
1. Pierwsza inicjacja dostosowuje system energetyczny ucznia do korzystania z energii reiki oraz rozszerza jego możliwości poboru reiki tak, by mógł efektywnie używać jej na sobie i innych. Mistrz reiki uczy podstawowych teorii działania reiki oraz technik uzdrawiania – głównie miejsc przykładania dłoni, którymi przekazywana jest energia.
2. Druga inicjacja powinna nastąpić zwykle nie wcześniej niż kilka miesięcy po pierwszej. Podczas niej mistrz przekazuje uczniowi specjalne 3 symbole (gesty), które ukierunkowują energię oraz modyfikują jej działanie. Dzięki tym symbolom uczeń może oprócz działania na ciele pacjenta, uzdrawiać też jego sferę mentalną, a także wzmocnić i przedłużyć działanie reiki na pacjencie.
3. Trzecia inicjacja jest inicjacją mistrzowską. Uczeń poznaje ostatnie symbole, które poszerzają jego możliwości odbioru i przekazywania energii innym oraz pozwalają na inicjowanie w reiki innych.

W wyniku zmian do zakresu wiedzy przekazywanego na seminariach, wprowadzanych przez niektórych mistrzów, w ostatnich dziesięcioleciach powstały samodzielne systemy różniące się od pierwotnego – stosowanego przez dr Usui. Stąd w niektórych systemach nauka reiki uzupełniana jest o techniki masażu, terapii kolorami, kamieniami i wszelkimi innymi technikami znanymi nauczycielowi, a mającymi na celu poprawę stanu zdrowia osoby poddawanej zabiegom reiki. Inne zmiany wprowadzane przez tych nauczycieli reiki polegają na zwiększeniu ilości symboli lub znacznym zmniejszeniu kosztów ponoszonych przez adeptów za inicjację, a niekiedy wręcz zupełnym ich wyeliminowaniu. Jednym z systemów, który w pełni kultywuje tradycję i instrukcje nauczania reiki opracowane przez Usui jest system Usui Shiki Ryoho.
Należy zaznaczyć, że terminu „mistrz reiki” używa się nie w znaczeniu „mistrz duchowy” a raczej „mistrz-rzemieślnik” czyli po prostu nauczyciel. Reiki nie jest bowiem religią ani formą kultu, a mistrz nie wymaga od ucznia podporządkowania czy uznania swojej duchowej wyższości. Jego rola sprowadza się do samego aktu inicjacji, przekazania wiedzy teoretycznej, a następnie nauczenia i przećwiczenia odpowiednich technik. 
Od ucznia zależy ile inicjacji zechce przejść, jednak doradza się ukończenie drugiego kursu zanim zacznie się przeprowadzać zabiegi na innych. Pierwszy stopień uznawany jest bowiem za pewien wstęp, który pozwala uczniowi oswoić się z nowymi możliwościami i uporządkować własne zdrowie zanim zabierze się za zdrowie innych. Zdaniem jednak niektórych praktyków inicjacja w kolejne stopnie i symbole nie jest w ogóle potrzebna ze względu na rosnące (wskutek praktykowania metody) możliwości inicjowanego.

## Współczesne systemy Reiki
Współcześnie funkcjonuje wiele różnych systemów Reiki, które wyewoluowały z klasycznego nauczania Mikao Usui. Różnią się one między sobą zarówno technikami, jak i filozofią podejścia do uzdrawiania. Do najbardziej znanych należą:
- Usui Reiki Ryoho – tradycyjny system nauczany przez Mikao Usui, koncentrujący się na rozwoju duchowym i samouzdrawianiu.
- Jikiden Reiki – system oparty na japońskiej linii przekazu, który stara się zachować jak najwięcej z pierwotnych nauk Usuiego, bez wpływów zachodnich.
- Gendai Reiki Ho – łączy klasyczne techniki z nowoczesnym podejściem terapeutycznym i rozwojowym.
- Karuna Reiki – rozwinięty w latach 90. XX wieku, wprowadza dodatkowe symbole i metody pracy z emocjami.

Niektóre opracowania porównawcze wskazują na istotne różnice między tymi systemami, zarówno w zakresie stosowanych technik, jak i podejścia do praktyki duchowej i terapeutycznej.

## Stanowisko nauki
Reiki nie jest weryfikowalne przez naukę, dlatego jakiekolwiek teorie na temat jego istnienia, a także zasad działania pozostają dla naukowców w sferze wiary (bądź częściej, niewiary). Jako takie są dla niej niefalsyfikowalne. Tak więc dla naukowców reiki pozostaje pseudonauką. Systematyczny przegląd z 2008 r. statystycznych badań klinicznych nad metodami leczniczymi reiki doprowadził autorów przeglądu do wniosku, że nie istnieją żadne wiarygodne dowody na skuteczność jakiejkolwiek terapii tego rodzaju.
Późniejsze przeglądy dostarczyły podobnych wniosków. VanderVaart i współpracownicy (2009) przeanalizowali 12 randomizowanych badań klinicznych, stwierdzając brak dowodów na skuteczność Reiki ponad efekt placebo. Thrane i Cohen (2014) w metaanalizie 7 badań dotyczących Reiki w kontroli bólu zasugerowali umiarkowane dowody na potencjalną skuteczność tej metody jako uzupełniającej terapii w zarządzaniu bólem, jednak wskazali na istotne ograniczenia metodologiczne istniejących badań.
Z perspektywy naukowej, obserwowane efekty Reiki, jeśli występują, mogą być wyjaśnione przez mechanizmy takie jak efekt placebo, reakcja relaksacyjna lub psychologiczne korzyści z terapeutycznego dotyku, bez konieczności odwoływania się do koncepcji "energii życiowej", której istnienie nie zostało naukowo potwierdzone.
W związku z odrzuceniem tej formy terapii przez środowiska naukowe zostało przeprowadzonych niewiele badań, które miały na celu potwierdzenie bądź zaprzeczenie skuteczności reiki. Zwykle doniesienia o korzystnych skutkach terapii reiki są przez lekarzy przypisywane efektowi placebo.
Kärin Olson przeprowadziła badania wpływu reiki na zmniejszenie odczuwania bólu w trakcie jednoczesnego podawania opioidów. Znaczący odsetek badanych doznał odczucia zmniejszenia bądź znacznego zmniejszenia bólu bezpośrednio po terapii (podkreślono jednocześnie brak związku między skalą zmniejszenia bólu a ilością podawanych środków przeciwbólowych).
Szczątkowe badania naukowe nie przeszkadzają zwolennikom, by reiki było stosowane jako integralna bądź dodatkowa forma terapii w około 800 szpitalach i placówkach medycznych w Stanach Zjednoczonych, z czego 64 placówki włączyły terapię reiki do swojej standardowej oferty opieki medycznej.

## Stanowisko amerykańskiego Kościoła katolickiego
W marcu 2009 r., Komitet ds. Doktryny Episkopatu Stanów Zjednoczonych wydał dekret 
zakazujący praktykowania reiki przez katolików, które dotąd były stosowane w niektórych amerykańskich katolickich szpitalach i przychodniach. Dekret ten jest jedynie stanowiskiem Biskupów Kościoła Katolickiego Stanów Zjednoczonych. Dekret konkluduje (pkt. 12):
Ze względu na to, że terapia reiki nie jest zgodna z zarówno nauczaniem chrześcijańskim jak i naukowymi dowodami, byłoby niewłaściwym aby instytucje katolickie, takie jak katolickie centra lecznicze i rehabilitacyjne, lub osoby reprezentujące Kościół, takie jak katoliccy kapłani, promowali lub wspierali terapię reiki.